# フィーバー電車でGO!
フィーバー電車でGO!（フィーバーでんしゃでごー）は、2000年および2006年にSANKYOが開発、発売したCR機または現金機デジパチシリーズ。アーケードゲームおよび家庭用ゲーム機でタイトーからリリースされたゲームソフト『電車でGO!』のタイアップパチンコ機。

## フィーバー電車でGO!

### 特徴
- 1/2確率変動タイプ（EXをのぞく）
- 大当たり時に歌（『電車で電車でGO!GO!GO!（SANKYOオリジナルバージョン）』）が流れる。元は『電車でGO!』のCMソング。権利関係の都合でオリジナル歌詞の「埼京線」が「三共線」となっている。
- 絵柄「3」、「7」、「11（鉄ちゃん）」に格付けがされており、確率変動昇格演出では他の確率変動絵柄の「1」、「5」、「9」からさらにこれらの絵柄に昇格することがある。そのため、通常時の「3」、「7」、「11（鉄ちゃん）」リーチは当たりにくい。
- 各スーパーリーチに逆転パターンやプレミア演出が多く用意されており、人気となった。

### シリーズ
- 『CRフィーバー電車でGO!SP』（2000年4月）
  - 大当たり確率 低確率1/315.5 高確率1/63.1
  - 確率変動割合 50%
  - リミッター 大当たり終了後10000回
  - 賞球数 5&12&15 大当たり15R10C
- 『CRフィーバー電車でGO!GP』（2000年5月）
  - 大当たり確率 低確率1/315.5 高確率1/63.1
  - 確率変動割合 50%
  - リミッター 大当たり終了後10000回
  - 賞球数 5&10&15 大当たり15R9C
- 『フィーバー電車でGO!EX』（2000年6月）
  - 大当たり確率 1/200.5
  - 大当たり終了後は「7」絵柄は10000回、「3」、「11（鉄ちゃん）」絵柄は77回、その他は33回の時短。
  - 賞球数 5&12&13 大当たり16R10C

### 演出
- リーチ予告演出
  - 電車通過は、色、数の組み合わせで期待度が変化。
  - すべりでのリーチは期待度がアップ。
- 「トンネルリーチ」
  - ノーマルリーチハズレ後に再始動で発展する。湖にネッシーはプレミア演出。
  - トンネル通過後の雪国背景は確率変動大当り確定のプレミア演出となる。
- 「列車リーチ（普通電車リーチ）」
  - リーチ発展直後の走る弁当屋さん登場でプレミア演出。
  - 一旦ハズレ後、「鉄ちゃん」登場の「停車位置をなおします」で再始動は大当り確定。
- 「列車リーチ（特急リーチ）」
  - SANKYOの本社ビルが現れるとプレミア演出となる。本機以降も、SANKYOビルは同社製パチンコ、パチスロで登場するSANKYOキャラのひとつとなる。
- 「列車リーチ（SLリーチ）」
  - 絵柄が全てリーチ絵柄となるプレミア演出。表示が｢SL｣になり、銀河鉄道よろしく上空に舞い上がり、宇宙にある駅に停車する。その時駅員役の鉄ちゃんは宇宙服を着用している。大当り確定。
- 「踏切リーチ」
  - 突然画面が踏切に切り替わり両絵柄と中絵柄が交互に停止する演出。「当」、「超当り」は大当たり確定の全回転演出となる。「超当り」「超当り」で確率変動大当り確定。
- 「指差し確認リーチ」
  - 「鉄ちゃん」の手袋が赤い色だとプレミア演出となる。
  - 一旦ハズレ後、「鉄ちゃん」のフエの合図での再始動は確率変動大当り確定。
- 「駅弁屋リーチ」
  - おばちゃんにお弁当を渡せると大当たり。「お客さ～ん！」と倒れる弁当屋さんは涙を誘う。弁当屋さんのカツラがずれるとプレミア演出となる。
- 「通勤リーチ」
  - 期待度が低いリーチ。｢10｣絵柄を構成する親父キャラが通勤電車に乗り込めると大当たり。車掌役の鉄ちゃんが最初に登場するとプレミア演出となる。「鉄チャンス」で鉄ちゃんが登場し、大当たりすることがある。
- 意外にも確率変動中のカラス登場でのリーチは大当たり確定となる。
- 大当たり時の確率変動昇格演出で通過電車に「鉄ちゃん」が乗っていると確率変動昇格確定。

### 関連商品
- 『FEVER3 SANKYO公式パチンコシミュレーション』（2000年3月、インターナショナルカードシステム、プレイステーション用ゲームソフト）

## フィーバー電車でGO!2

### 特徴
- 突然確率変動タイプ。
- 役物として「電車&遮断機」、「警報機」、「行先案内板」、「路線ランプ」、「三共線（鉄ちゃんフィギアと電車ランプ）」を搭載。
- 大当たり時に歌（『電車で電車でGO!GO!GO!（SANKYOオリジナルバージョン）』（この台のために串田アキラが熱唱）、『TRAIN-TRAIN』（ブルーハーツ）、『Choo Choo TRAIN』（ZOO））が流れる。
- ミッション演出「鉄ちゃんモード」を新たに追加。
- 大当たり中にプレミア演出情報が表示される。

### シリーズ
- 『CRフィーバー電車でGO!2SF-T』（2006年7月）
  - 大当たり確率 低確率1/356.2 高確率1/35.6
  - 確率変動割合 57%（突然確率変動を含む）
  - 振り分け[確変:突確:通常][51/100:6/100:43/100]
  - 通常大当たり終了後100回時短
  - 賞球数 3&4&10&15 大当たり15R9C、2R0C
- 『CRフィーバー電車でGO!2MF-T』（2006年7月）
  - 大当たり確率 低確率1/312.2 高確率1/31.2
  - 確率変動割合 53%（突然確率変動を含む）
  - 振り分け[確変:突確:通常][47/100:6/100:47/100]
  - 通常大当たり終了後100回時短
  - 賞球数 3&4&10&15 大当たり15R9C、2R0C
- 『CRフィーバー電車でGO!2DX-T』（2006年7月）
  - 大当たり確率 低確率1/199.8 高確率1/20.0
  - 確率変動割合 10%（突然確率変動を含む）
  - 振り分け[確変:突確:通常][7/100:3/100:90/100]
  - 通常大当たり終了後33回または77回時短
  - 賞球数 5&4&7&13 大当たり16R9C、2R0C

### 演出
前作『フィーバー電車でGO!』で人気だった演出が多く引き継がれている。
- リーチ予告演出
  - 背景が3種類あり、背景変化時のリーチは期待度アップ。2段階に変化した場合はさらにチャンス。
  - ステップアップ予告。アナウンス発生、遮断機、役物の電車登場と発展する。アナウンス内容ではプレミアパターンもある。遮断機音の速度や役物の電車の速度、方向の組み合わせで期待度が異なる。
  - 列車通過予告。前作でもあった演出。電車の色、組み合わせで期待度が異なる。右普通:ガセorリーチ＜左特急:リーチ確定＜右特急:SPリーチ確定＜左右特急:SP確定、ちょい熱＜左普通、左右普通、SL:大当たり確定
  - 巨大列車通過予告。擬似保留連予告から液晶上に巨大列車が通過することがある。SLが通過するとプレミア演出。疑似連回数で発展先リーチが異なる。・2回:停車リーチor駅弁リーチ・3回:終電リーチ・4回:TRAIN-TRAINリーチorChoo Choo TRAINリーチ　但し、全ての疑似予告からハイパースゴロクモードへの突入の可能性がある。
  - 「行先案内板」が始動後、「チャンス」「大チャンス」(プレミアで「FEVER」)が出現、スーパーリーチが確定する期待度が高い予告演出。大チャンスでも群が登場しない事もある。稀に「行先表示板」が作動せず群のみ通過するパターンも存在する。SL群は大当たり確定。
  - トンネル発展でスーパーリーチが確定する。
  - 隠し機能として、通常回転時にPUSHボタンを押す事で、路線ランプが作動する事がある。5つ以上でリーチ確定、札幌に到着すると大当たりが確定する。
- 「ノーマルリーチ」 期待度は劇的に低いものの、SP確定予告からトンネルに突入しない等の演出矛盾等で当たる事がある。
- 「ロングリーチ」 期待度は低いものの、さりげない再始動(一旦外れ後に図柄が高速回転する)で大当たりのパターンもある。ロングリーチ+1コマ以上でロングSPに発展、期待度が少々上昇する。前作でも登場した湖にネッシーでプレミア演出。
- 「停車リーチ」前作での列車リーチにあたる。電車の種類で期待度が異なる。普通＜特急＜SL(プレミア)の順だが当然ながら普通で停車する事もあるし、特急で外れる事もある。
- 「駅弁リーチ」前作で好評だった弁当屋さんが本作でも登場。カツラがずれるとプレミア演出となる。
- 「終電リーチ」ダブルリーチで発展する。蛍群で大当たりプレミア。確率変動中ではこのリーチは通常大当たりになりやすく、確率変動終了のピンチのリーチでもある。一旦外れ後に鉄ちゃんが腕を回し続け、再度当たり図柄登場で当たる事もある。
- 「TRAIN-TRAINリーチ」リーチ中は『TRAIN-TRAIN』が流れる。リーチ中にUFOが飛んでいるとプレミア演出となる。
- 「Choo Choo TRAINリーチ」リーチ中は『Choo Choo TRAIN』が流れる。確率変動大当り確定の全回転リーチ。このリーチでの大当たりは「Choo Choo TRAIN」が流れる
- 「スゴロクモード」は大当たり後の時短演出。「ハイパースゴロクモード」なら確率変動確定。後者は確変図柄での大当たり後、通常図柄でのラウンド消化後の昇格(DX-Tのみ大当たりした図柄が時短回数示唆となる為、確変告知は図柄不問でラウンド消化後告知のみとなる)、突然確変当選等から突入する。保留球入賞数によって時間短縮がかかる場合があるため、サイコロの動作と保留球の消化は必ずしも一致しない。「鉄ちゃん」の服や電車の色が変化するとチャンスとなる。
  - 「ルーレットチャンス」（「スゴロクモード」、「ハイパースゴロクモード」のみ）ブランクマスで停止した場合、発展する。時短時は突然確率変動を引き戻すこともある。チャンスマスで停止した場合、終電リーチ、TRAIN-TRAINリーチ、パタパタチャンスのいずれかに発展する。
  - パタパタチャンス（「スゴロクモード」、「ハイパースゴロクモード」のみ）演出では、役物「行先案内板」でリーチ演出を表示する。いきなり「FEVER」パネルは大当たり。(いきなり「FEVER」パネルは確率変動中なら確率変動大当たりも確定)
    - 「綱引きチャンス」対戦相手で期待度が変化。
    - 「列島横断チャンス」最終的に札幌まで到着すれば大当たり。 (確率変動中にこのリーチで大当たりすれば確率変動大当たり確定)
    - 「電GO!チャンス」ボタン長押しでブレーキをかけ、見事停車位置で列車が停止すれば大当たり。時短・確変中においては最も期待できるリーチ。なお、確率変動中にこのリーチで大当たりした場合、確率変動大当たり確定。(確率変動中は奇数図柄テンパイでしか発展しない為)
- ミッション演出「鉄ちゃんモード」では大当たり確定のプレミアミッションが存在する。なお、当然だが、通常ミッションでもミッション達成ならその時点で大当たりが確定する。
- リーチハズレ後の再始動、「鉄ちゃんす」演出がある。確変確定。

### 備考
- 役物の「行先案内板」には実戦上停止しないパネル(超特急)が存在する。